# جيم بيلي (لاعب كرة قدم أمريكية)
جيم بيلي (بالإنجليزية: Jim Bailey)‏ هو لاعب كرة قدم أمريكية أمريكي، ولد في 9 يونيو 1948 في كانساس سيتي في الولايات المتحدة.

## وصلات خارجية
- جيم بيلي على موقع مرجع كرة القدم المحترفة.كوم (الإنجليزية)